# Август 2015 года

Список событий августа 2015 года.

## События
- 1 августа
  - На подмосковном полигоне Алабино стартовали I международные армейские игры[1].
- 2 августа
  - Наталья Молчанова, чемпионка мира по фридайвингу, президент Российской федерации фридайвинга, обладательница более 40 мировых рекордов пропала без вести во время погружения около острова Ивиса[2].
- 3 августа
  - Истребитель МиГ-23 ВВС Сирии упал на рынок в городе Эриха. Погибли 33 человека и 160 получили ранения[3].
  - Объявлено о продаже за 2,8 млрд евро компанией Nokia картографического сервиса Here автопроизводителям Daimler, BMW и Audi[4].
- 5 августа
  - В Индии на мосту через реку Мачак сошли с рельсов два поезда. Погибли 30 человек[5].
  - Россия и Франция договорились о прекращении контракта на поставку двух вертолетоносцев типа «Мистраль», и Франция уже вернула России предоплату, говорится в сообщении на сайте администрации Кремля[6].
  - Обломок самолётного крыла, найденный на острове Реюньон в Индийском океане, является частью пропавшего самолета рейса MH370, заявил премьер-министр Малайзии Наджиб Разак[7].
  - В Средиземном море перевернулась лодка, перевозившая мигрантов из стран Северной Африки. По некоторым данным, на борту судна могли находиться до 600 человек[8].
- 6 августа
  - Киллер, застреливший Бориса Немцова на Большом Москворецком мосту возле Кремля, держал пистолет в левой руке, передал «Росбалту» результаты экспертизы Следственного комитета осведомленный источник. Арестованный по этому делу Заур Дадаев, которого следователи считают убийцей Немцова, является левшой[9].
  - Биржевой курс доллара превысил 64 рубля впервые с конца февраля[10]. Евро обновил мартовский рекорд, подорожав до 70 рублей[11]. Котировки фьючерсов на нефть WTI на сентябрь на торгах Нью-йоркской товарной биржи опустились на $0,75 (1,65 %) — до $44,4 за баррель, минимума с 20 марта[12].
  - Церемония в Хиросиме началась в среду вечером 6 августа с шествия буддийских монахов и детей. Они легли на землю, изображая всех тех, кто погиб в этом городе 6 августа 1945 года[13].
  - Поедание российскими чиновниками санкционной продукции, предназначенной к уничтожению, будет считаться нарушением и подпадать под уголовную статью[14].
- 7 августа
  - В столице Бангладеш Дакке группа мужчин, вооруженная мачете, зарубила насмерть бангладешского блогера-атеиста и сторонника светской модели устройства государства, сообщила полиция. Это четвёртый случай нападения на блогеров в Бангладеш в этом году. Во всех нападениях подозреваются исламисты[15].
  - США распространили действие антироссийских санкций на Южно-Киринское нефтегазовое месторождение в Охотском море. Впервые ограничения введены не против юридического лица, а по конкретному месторождению. Речь идет о Южно-Киринском газоконденсатном месторождении. Туда запрещено поставлять любую продукцию американского производства. В первую очередь, высокотехнологичное оборудование для разработки месторождения[16][17].
- 8 августа
  - Нападение вооруженных людей на гостиницу в малийском городе Севаре, по последним данным властей страны, привела к гибели 12 человек, трое из которых — заложники. Россиян среди них нет, сообщили в посольстве РФ в Мали. Кроме того, среди погибших — пятеро военных и четверо боевиков[18].
  - В Петербурге начались одиночные пикеты против сожжения «санкционных» продуктов. Как передает корреспондент «Росбалта», пикетчики выстроились цепью вдоль чётной стороны Невского проспекта[19].
- 9 августа
  - Под Донецком сожгли четыре бронеавтомобиля сотрудников Специальной мониторинговой миссии ОБСЕ[20].
- 10 августа
  - Интернет-гигант Google объявил о реорганизации: будет создана новая холдинговая компания Alphabet Inc. — группа предприятий, крупнейшим из которых станет поисковик Google вместе с YouTube и Android[21].
- 11 августа
  - Китайский Центробанк начал самую масштабную c 1994 года девальвацию юаня к доллару в попытке стимулировать рост национальной экономики[22].
- 12 августа
  - Взрывы на складе горючих веществ в Тяньцзинь (Китай). Ранены около 800 человек, погибли 173 человека, в том числе 21 пожарный. 95 человек пропали без вести. Мощность двух взрывов составила 3 и 21 тонну в тротиловом эквиваленте[23][24][25].
  - Кыргызстан официально стал полноправным членом ЕАЭС[26].
- 15 августа
  - В Эквадоре началось извержение вулкана Котопахи[27][28].
- 16 августа
  - Катастрофа самолёта компании Trigana Air Service в Индонезии. Погибли 49 пассажиров и 5 членов экипажа[29].
  - В финале чемпионата мира[англ.] по нетболу сборная Австралии одержала победу над сборной Новой Зеландии[30].
- 17 августа
  - В столице Таиланда Бангкоке произошел теракт. Погибли 19 и ранены 123 человека[31].
  - Парламентские выборы в Шри-Ланке. Победу одержала правящая коалиция[32].
  - КНДР изменила часовой пояс с UTC+9 на UTC+8:30[33].
  - Помощник президента России Андрей Белоусов заявил, что текущий объём валютных резервов России не позволяет поддерживать курс рубля, единственным рычагом влияния Центробанка остается ключевая ставка[34].
- 18 августа
  - Боевики «Исламского государства» казнили эксперта по древностям в Пальмире, 81-летнего профессора Халида Асаада[35][36][37].
- 19 августа
  - Себастьян Коэ избран новым президентом IAAF[38].
- 20 августа
  - Глава правительства Казахстана Карим Масимов заявил, что страна переходит к новой денежно-кредитной политике, основанной на свободно плавающем курсе тенге, падение курса тенге по отношению к доллару составило 35,5 процента[39].
  - Южнокорейские военные открыли ответный огонь после обстрела северокорейскими войсками громкоговорителей, транслирующих сообщения, направленные против политики Пхеньяна[40].
- 21 августа
  - Жан-Мари Ле Пен исключён из Национального фронта[41].
  - Турция назначила досрочные парламентские выборы на 1 ноября[42].
- 22 августа
  - В Кабуле произошёл очередной террористический акт, погибли 10 человек и около 60 человек получили ранения[43].
  - На британском авиашоу «Шорхэм» самолёт не смог выйти из мёртвой петли и разбился, приведя к смерти 11 и ранению 14 человек[44].
  - В Южно-Сахалинске открылся кинофестиваль «Край света»[45].
- 24 августа
  - Роскомнадзор направил распоряжение российским провайдерам о блокировке страницы в Википедии[46][47].
  - Японский космический грузовик «Конотори-5» успешно пристыковался к МКС[48].
  - Падение ключевых фондовых индексов:
    - В США индекс Dow Jones на открытии торгов рухнул на 6 %, потеряв 1000 пунктов, индекс NASDAQ снизился более чем на 400 пунктов, потеряв 8 %[49].
    - В Китае Shanghai Composite Index упал до минимума 2007 года — на 8,49 %, до 3209,91 пункта, шэньчжэньский индекс Shenzhen Composite Index снизился на 7,7 %, составив 1882,46 пункта[50].
    - Вслед за Китаем обвалились в пределах 6 % ключевые индексы БРИКС (IndiaBSE30, IBOV, Johannesburg All Share, ММВБ)[50].

  - Как стало известно «Ъ», российские ритейлеры начали изымать с полок чистящие и моющие средства иностранных компаний, например Henkel, Procter & Gamble и Colgate-Palmolive. Об этом распорядился Роспотребнадзор: по официальной версии, ведомство обнаружило, что некоторые изделия бытовой химии не соответствуют требованиям безопасности. Эксперты не исключают, что активность чиновников может стать очередным витком торговых войн, вызванных осложнением отношений России и Запада[51].
  - Власти Швейцарии объявили, что строительство самого длинного ж/д тоннеля — Готардского базисного тоннеля — завершено[52][53].
- 25 августа
  - По указанию Роскомнадзора провайдеры в течение нескольких часов блокировали доступ к «Википедии» для российских пользователей[54].
  - Князь Дмитрий Романов, старший в роду царской семьи, заявил о желании поселиться в Крыму[55].
- 26 августа
  - ЕС назвал приговор Сенцову и Кольченко нарушением международного права. Глава дипломатии Евросоюза Федерика Могерини отметила, что российские суды не могут судить действия, совершенные за пределами международно-признанной территории России, и Евросоюз рассматривает это дело как нарушения международного права и элементарных норм правосудия[56].
  - Делегация Совета Федерации, которая должна была отправиться в Нью-Йорк на мероприятия по линии межпарламентского союза, в полном составе отменила свой визит в США из-за того, что спикеру верхней палаты парламента Валентине Матвиенко была выдана виза с ограничением[57].
  - Опубликованы результаты научной работы, в которой описан новый вид игуанообразных из верхнего мела на территории Бразилии — Gueragama sulamericana, и пересматривается эволюция ящериц на древнем сверхконтиненте Гондвана[58][59].
  - В работе английских ученых открыт и описан механизм, посредством которого предотвращается включение в ДНК модифицированных производных цитозина. Но самым значительным результатом работы представляется то, что показана принципиальная возможность использовать усиленную экспрессию цитидиндезаминазы при ряде злокачественных опухолей — известный механизм устойчивости к противораковым препаратам — для лечения рака[60].
- 27 августа
  - ОАО «Севералмаз» заявило, что часть переданного для обязательной сортировки алмазного сырья в Государственный фонд драгметаллов и камней (Гохран) была подменена на худшее, а часть камней пропала[61].
  - Украинский президент Петр Порошенко подписал указ «О состоянии реализации мер по защите имущественных прав и интересов государства Украина в связи с временной оккупацией части территории Украины»[62].
  - Председатель Верховного суда Греции Василика Тану-Христофилу назначена исполняющим обязанности премьер-министра[63].
  - Агентство Fitch понизило кредитный рейтинг Украины до уровня С, который свидетельствует о том, что «дефолт неизбежен». Решение принято на фоне заявления о списании 20 % долга Киева по внешним долгам[64].
- 28 августа
  - У берегов Ливии затонули два корабля. Могли погибнуть до 200 человек[65].
  - Виталий Кличко возглавил партию Блок Петра Порошенко «Солидарность»[66].
- 29 августа
  - На Гавайских островах начался марсианский эксперимент, который продлится год. В течение этого времени шесть человек будут находиться в изолированном куполе диаметром 11 метров и высотой шесть метров[67].
- 30 августа
  - Завершился чемпионат мира по лёгкой атлетике в Пекине. Сборная Кении впервые в истории заняла первое место в медальном зачёте, второе место заняла команда Ямайки[68].
  - Египет назначил дату досрочных парламентских выборов[69].
- 31 августа
  - В Одесской и Николаевской областях Украины, а также в северо-западной части Чёрного моря начались рассчитанные по 12 сентября совместные военно-морские учения Sea Breeze военно-морских сил Украины и США[70].
  - В Киеве перед зданием Верховной Рады Украины прошли столкновения правоохранительных органов и националистов, протестующих против изменений в Конституцию Украины. 3 человека погибли, 141 пострадал[71]. Министр внутренних дел Украины Арсен Аваков заявил, что люди в футболках партии «Свобода» устроили драку с Нацгвардией, а также бросили в правоохранителей несколько взрывных устройств[72].